# Gustaf Kilman
Gustaf Kilman (n. 9 iulie 1882, Kungälv, Gothenburg and Bohus County⁠(d), Suedia – d. 21 februarie 1946, Göteborg, Suedia) a fost un călăreț ce a reprezentat Suedia, medaliat olimpic. A participat la două ediții a Jocurilor Olimpice (1912, 1920) în care a câștigat o medalie de aur.